# Арев
Арев, Арегак («сонце», в переносному значенні - «життя»), у  вірменській міфології персоніфікація сонця, іноді у вигляді колеса, що випромінює світло, частіше в образі хлопця. Згідно з міфами, палац Арева знаходиться на сході, на краю світа. Увечері, запалений і втомлений, Арев повертається до матері (захід сонця по-вірменськи - «майрамут», «вхід до матері»). Арев купається, мати витягає його з води, укладає в ліжко, годує грудьми. Відпочивши, він знову пускається в подорож. За іншим міфом, Арев купається і відпочиває в  озері Ван, на дні якого знаходиться його ложе. Перед світанком ангели одягаються Арева у вогняний одяг. Коли Арев вмивається, гори і рівнини покриваються росою. На високій горі на сході піднімаються 12 охоронців Арева і вогненними палицями б'ють по горі, яка разом з іншими горами схиляє свою голову перед царем Аревом. Тоді Арев, голова якого покрита вогненним волоссям, піднімається на небо. 
За деякими міфами, Арева супроводжує величезний птах, його крила розкриті, щоб від променів Арева не загорілася земля. Арев мчить по небосхилу, сидячи на леві. Лев своїм величезним мечем захищає його від злих духів.
Культ Арева з давніх часів був поширений серед  вірмен. В V ст. до н. е. в жертву богу сонця приносили коней (Xenoph. Anab. IV 35). Ще в VII ст. у  Вірменії існували сектанти – сонцепоклонники (аревордік), переслідувані  вірменською християнською церквою. Восьмий місяць  давньовірменського календаря і перший день кожного місяця називалися Арег (тобто Арев). Сліди культу Арева збереглися в народних молитвах і клятвах до XX ст.
У багатьох міфах Арев (Сонце) і Лусіне (Місяць) виступають як брат і сестра. Найчастіше в них Арев - сестра, а Лусіне - брат. В одному варіанті обидва вони - діти бога. За велінням батька вони повинні вдень і вночі по черзі вартувати світ. За жеребом Арев повинна була діяти вночі. Через це між Арев і Лусіном виникла суперечка. Втрутився бог і повелів Лусіну вартувати світ вночі, а Арев - вдень. Батько дає Арев, яка соромилася людей, масу голок, щоб вона колола очі тому, хто буде на неї дивитися. 
За іншими міфами, в суперечку між братом і сестрою Лусіне Арев втручається їхня мати, що тримала в руках в цей момент тісто. Вона дає ляпаса Лусіне і виганяє її вночі з дому (до сих пір видно сліди тіста на обличчі Лусіне). Згідно з іншою версією, Арев - брат, а Лусіне - сестра. Спочатку вони разом ходили по небосхилу. Але красуню Лусіне зурочили, і вона захворіла на віспу. Лусіне попросила Арева колоти очі тим, хто дивиться на неї, а сама від сорому стала ходити по ночах.

## Ресурси Інтернета
- История Армении